# Passione (film 1969)
(Eva)
Passione è un film del 1969, diretto da Ingmar Bergman.

## Trama
Il film è suddiviso in quattro "intervalli" nei quali si vedono gli stessi attori che commentano e criticano il comportamento dei loro personaggi.

### Primo intervallo
Nel primo "intervallo" vediamo Andreas Winkelman, un uomo di quarantotto anni che vive da solo su un'isola mentre sta riparando le tegole di un tetto. Più tardi, mentre sta andando in bicicletta incontra il suo amico Johan mentre sta spingendo un carro e, siccome è affetto da forte bronchite, lo invita a casa sua per dargli una bottiglia di sciroppo per la tosse. Arriva intanto a casa di Andreas, Anna, una donna che ha perso in un incidente il marito e il figlio, e chiede di fare una telefonata. Parla con il marito di una sua amica, Elis, per una questione di denaro e alla risposta negativa ella scoppia a piangere.
Sullo schermo appare a questo punto Max von Sydow, non più nei panni di Andreas, ma di sé stesso e chiede al pubblico di esprimere un giudizio sui personaggi interpretati, aggiungendo che egli trova molto difficile interpretare il personaggio che gli hanno dato a causa della sua mancanza di espressione.
Andreas infatti sta attraversando un periodo molto difficile ed è reduce da un matrimonio fallito e da alcuni problemi che ha avuto con la legge e non riesce a manifestare i suoi sentimenti.
Anna ha dimenticato a casa di Andreas la borsa. Andreas la apre e trova una lettera, le cui parole vengono inquadrate dalla macchina da presa diverse volte, del marito di Anna nella quale dice di volerla lasciare. Andreas si reca a casa di Anna per restituirle la lettera ma vi trova soltanto Elis Vergérus e la moglie Eva che lo invitano ad entrare, ma Andreas non ha tempo e ritorna verso casa. Lungo la strada coperta di neve, mentre raccoglie alcune pigne, vede un cane impiccato a un albero, riesce a liberarlo appena in tempo e lo porta a casa per curarlo e sfamarlo.
In un'auto ferma Andreas trova Eva addormentata, la sveglia e lei lo invita a casa per cena. Intorno alla tavola sono ora in quattro: Anna, Elis, Eva e Andreas. Trascorrono la serata conversando di Dio, della perfezione spirituale. Elis, terminato il pranzo, invita Andreas, che accetta, a fermarsi da lui per la notte. Al risveglio Elis e Andreas si recano al mulino dove ha il suo studio e gli mostra delle foto tra le quali una di Anna a 23 anni con il marito e gli confessa che è stato l'amante di sua moglie Eva. Ubriaco e aggirandosi nel bosco urlando, Andreas viene soccorso dall'amico Johan che lo conduce a casa.

### Secondo intervallo
Nel secondo "intervallo" Liv Ullmann, che interpreta Anna, sostiene di comprendere l'ansia di verità di Anna, ansia che la conduce a farsi schermo con le bugie. Eva, in assenza del marito che si trova a Francoforte per la quarta operazione alla gamba di Anna, va a casa di Andreas e passa con lui la notte.
Nel frattempo si ha notizia dell'uccisione e della mutilazione di otto pecore e la polizia interviene compiendo un'inchiesta. Da una conversazione tra Eva ed Andreas si viene a sapere che tra i due è nata una seria relazione ed Anna ora abita con lui e i due sono discretamente felici.
Johan si trova intanto impantanato con il suo carro e viene soccorso da Anna e Andreas. Johan dice di essere accusato dell'uccisione delle pecore e che è stato minacciato. Si vedono nel frattempo scorrere le immagini terribile della guerra sul Vietnam mentre un rumore fa accorrere Anna ed Andreas che trovano un uccellino ferito che Andreas uccide. Intanto Anna predispone la scacchiera per giocare con Andreas e gli chiede se ha avuto una relazione con Eva, ma Andreas lo nega.

### Terzo intervallo
All'inizio del "terzo intervallo" Bibi Andersson, che interpreta Eva, esprime la sua opinione su Eva e di lei dice che è una donna che riesce ad uscire dal suo squallore e a prendere posizione anche se ha timore che tenti un suicidio cosa che, ella dice"...non è mai una soluzione."
Si vede intanto sullo schermo in bianco e nero il sogno che Anna racconta ad Andreas: Anna si trova con altre persone addormentate su una barca ed arrivata a riva si trova davanti un paesaggio di desolazione. Si avvicina ad una donna che la allontana, mentre gli abitanti di quel luogo hanno chiuso con le spranghe le porte. Come lungo una processione, delle donne si avviano verso un obiettivo sconosciuto, mentre una di esse è rimasta seduta a terra a piangere il figlio che deve essere giustiziato. Ovunque ci sono incendi e Anna si trova improvvisamente davanti ad un cadavere: cerca di urlare ma dalla sua bocca non proviene alcun suono.
La scena si sposta ora nella casa di Johan che si è impiccato perché, come ha lasciato scritto in una lettera, alcuni uomini l'hanno linciato accusandolo della morte delle pecore. Anna si mette a pregare per Johan, ma Andreas si rivolge a lei in modo sgarbato e il loro rapporto, già in crisi, si incrina maggiormente.

### Quarto intervallo
Appare Erland Josephson, che interpreta Elis, e commenta in modo negativo il personaggio definendolo un egoista. Si vedono Anna e Andreas che fanno colazione, poi Andreas che spacca la legna e si assiste ad un litigio tra i due. Andreas picchia Anna mentre una farfalla sbatte contro un vetro.
Nella stalla intanto scoppia un incendio e un cavallo muore avvolto dalle fiamme. Andreas dice ad Anna di volere la sua libertà e la accusa di menzogna, perché egli ha sempre saputo del suo rapporto negativo con il marito.
Nelle ultime sequenze del film si vedono i due in auto e Anna, che è al volante, sembra cercare di uscire di strada per uccidere Andreas. Egli le chiede perché è venuta e Anna risponde che voleva chiedergli perdono. Andreas scende dall'auto e, rimasto solo, cammina agitato lungo un sentiero pieno di fango mentre si sente una voce fuori campo che dice:"Questa volta il suo nome era Andreas Winkelman"

## Riconoscimenti
- 1970 - Semana Internacional de Cine de Valladolid
  - Premio speciale della giuria